# Metrofun
 (avril 2024).
Si vous disposez d'ouvrages ou d'articles de référence ou si vous connaissez des sites web de qualité traitant du thème abordé ici, merci de compléter l'article en donnant les références utiles à sa vérifiabilité et en les liant à la section « Notes et références ».
 (janvier 2014).

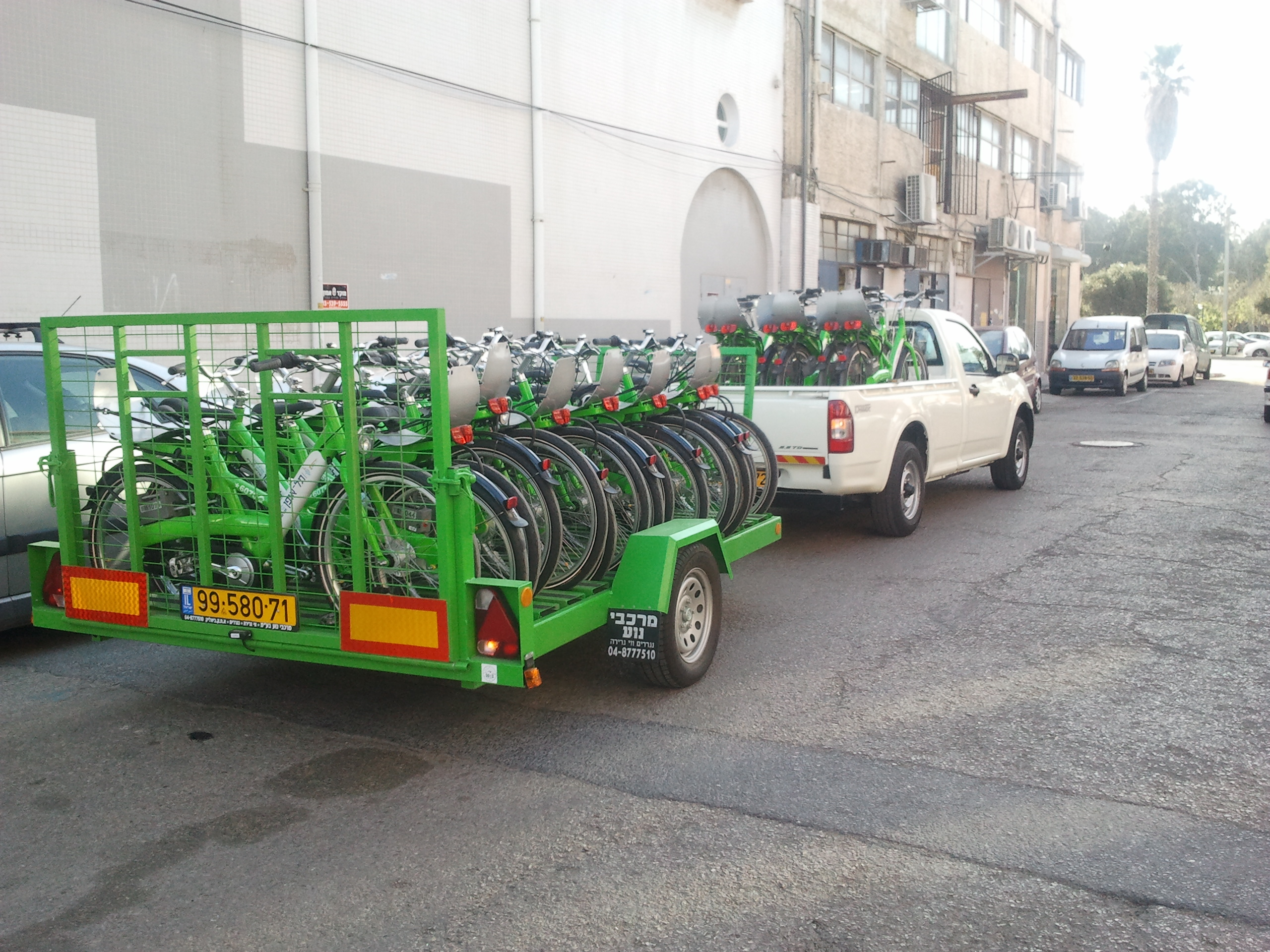
Déplacement des vélos d'une borne pleine vers une autre moins engorgée

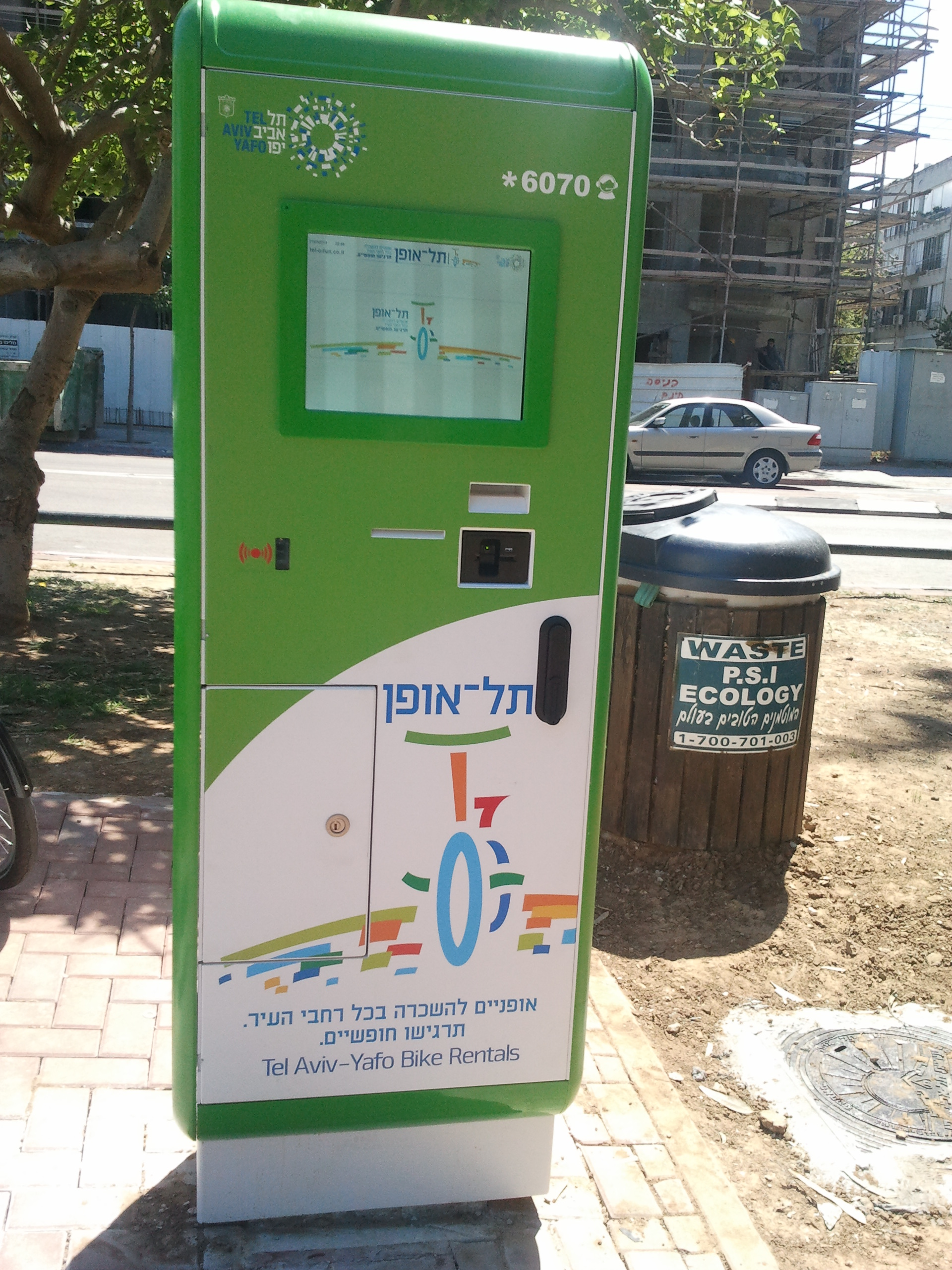
Terminal informatique

Metrofun (anciennement Tel-O-Fun) est le service de vélos en libre-service de la ville de Tel Aviv-Jaffa. Il est proposé par la société privée FSM, en accord avec la municipalité. Le nom du service en hébreu est « Metrofan », où « ofan » signifiant « roue » et se transformant en « fun » en anglais et en français. Le service a pour principal objectif de limiter la circulation des véhicules à moteur en ville, contribuant ainsi à la réduction de la pollution de l'air. Il a aussi pour objectif de créer une ambiance conviviale tout en encourageant l'activité physique.

## Historique
Ce service a été lancé le 28 avril 2011 sous le nom de Tel-O-fun, mettant à disposition plus de 250 vélos accessibles aux personnes de plus de 15 ans, dans 35 stations d'accueil déployées dans la ville. Parallèlement, la municipalité a achevé la construction d'environ 100km de pistes cyclables. La société FSM obtient une concession pour opérer ce service jusqu'en 2021, avec des subventions de la municipalité. En octobre 2011, l'offre de service a augmenté mettant à disposition 1000 vélos dans 125 stations; elle passe à 150 stations en 2012 puis 180 en 2013, pour 1650 vélos. En 2015, le service est étendu à la ville de Givatayim, puis à Ramat Gan en 2016 et à Bat Yam en 2017. Les bénéfices du service décroissent à partir de 2015 ; entre 2017 et 2020 le service est en déficit, qui se trouve alors être comblé par la municipalité. FSM attribue ces pertes au vandalisme,. Pendant cette période, le nombre d'adhérents chute chaque année.  Cette chute est attribuée par la ville au développement des scooters et vélos électriques. En réponse à cela, Tel-O-fun déploie des vélos électriques sur son réseau en 2021. Après 2020, le service est opéré par FSM sans subventions de la municipalité. En 2021, le service s'étend à la ville de Herzliya. En 2022, FSM est rachetée par l'homme d'affaires Eli Sabag, qui promet d'y investir 10 millions. En 2023, le service est renommé « Metrofun ».

## Fonctionnement
Ce système de location de vélos, construit en collaboration avec la Deutsche Bahn, s'effectue à partir de terminaux informatiques (bornes) situés à chaque station d'accueil. À côté des bornes, les vélos sont attachés avec des chaînes magnétiques qui se déverrouillent lorsque l'on sélectionne son vélo.
Pour éviter une pénurie de vélos disponibles à une station, des équipes chargées du transport de vélos d'une station à une autre sont mises en place, selon un modèle élaboré à l'Université de Tel-Aviv.
L'accès au service se fait par une puce (développée par l'Université de Tel-Aviv)  munie d'un abonnement annuel ou grâce à une carte avec code-barres pour les abonnés, après l'inscription du site web ou à la borne située près de la station de vélo.
Le vélo peut être retourné dans n'importe quelle station.

## Critiques
À ses débuts, le service est critiqué pour des dysfonctionnements du système de communication et de difficultés à déverrouiller les vélos.
Le projet est basé sur un déficit budgétaire de la municipalité : le budget estimé pour les dix prochaines années[Quand ?] est d'environ 130 millions de shekels.

## Vélos
Les vélos Metrofun sont équipés de chaînes avec cadenas magnétiques qui contiennent des composants électroniques permettant l'identification dans les stations de vélos. Ces vélos sont conçus pour la balade ou la route avec tout l'équipement nécessaire (éclairage, freins, dynamo).
Un système de collecte des données statistiques sur l'utilisation du vélo est mis en place.
Les vélos sont fabriqués par la société Panther (Panthère Werke) en Allemagne: ils ont trois vitesses et sont adaptés aussi bien pour les femmes que les hommes. Robustes, ils sont difficilement cassables et certaines pièces ne peuvent être retirées. Par ailleurs, les pièces de ces vélos ne sont pas standardisées et ne peuvent donc être revendues sur un marché parallèle ou être utilisées pour son vélo personnel.